# Багерхат (зіла)
Багерхат (бенг. বাগেরহাট, pron: bageɾɦaʈ) — округ на південному заході Бангладеш. Входить до складу регіону Кхулна.

## Географія
Район Багерхат має загальну площу 3959,11 квадратних кілометрів. Межує з районами Гопалгандж і Нараїл на півночі, Бенгальською затокою на півдні, районами Гопалгандж, Піроджпур і Баргуна на сході та районом Кхулна на заході. Головні річки округу: Пангучі, Даратана, річка Мадхуматі, річка Пасур, Харінгхата, річка Монгла, Балешвар, Бангра та Гошаірхалі.

## Історія
Місто Багерхат славиться своїми мечетями. Мусульманський святий Хан Джахан Алі заснував це місто. Він був святим XV століття, можливо, тюркського походження. Під час його правління Багерхат був частиною Сундарбанів. Він вичистив ліс і зробив його придатним для проживання. Він назвав його «Халіфабад». Він звів багато офіційних будівель для управління своєю адміністрацією. Він також побудував багато мечетей і викопав танки. Споруди, зведені ним, нині всі в руїнах. Місто Багерхат отримало статус об'єкта Всесвітньої спадщини. Ця честь була присуджена ЮНЕСКО в 1973 році.

## Адміністративно-територіальний поділ
Багерхат поділяється на 9 упазіл, 77 союзних парохів, 1031 село, 687 муз, 3 муніципалітети, 27 районів і 56 махалл.
- Багерхат Садар Упазіла
- Читалмарі Упазіла
- Факірхат Упазіла
- Качуа Упазіла
- Моллахат Упазіла
- Монгла Упазіла
- Моррелгандж Упазіла
- Рампал Упазіла
- Саранхола Упазіла

## Адміністрація
Адміністратор: Шейх Камруззаман (Туку)
Заступник комісара (DC): Акрам Хусейн